# El Fish
El Fish is een Belgische bluesrockband.

## Geschiedenis
De groep werd omstreeks 1994 opgericht door voormalig zanger Steven De Bruyn in de omgeving van Leuven en Wespelaar. In deze periode trad de groep op in tal van obscure kelders en bluesbars in Leuven.
In 1996 bracht de groep haar debuutalbum Blue Coffee uit in eigen beheer.
Twee jaar later (1998) volgde het album Rewinder, waarin het muzikale spectrum van de groep werd opengetrokken met funk- en rockaccenten. Producer was Jean-Marie Aerts. De begeleidende single Hanging Over haalde De Afrekening.  De groep kreeg een Zamu-award dat jaar als beste "live-act".
In 1999 bracht de groep Hooked uit, een album met live opnames en rariteiten. Weer een jaar later volgde het album Wisteria. Kort daarop verliet Filip Casteels (zang en gitaar) de band.
El Fish concentreerde zich vervolgens op de opname van de soundtrack van de roadmovie A12. In 2001 vervoegde Roland Van Campenhout de groep en gingen ze op tournee. Datzelfde jaar werd het laatste album Waterbottle uitgebracht. Hiervoor kreeg de groep opnieuw een Zamu-award, ditmaal als beste "Roots-act".
In 2004 later richtte Steven De Bruyn een nieuwe groep, The Rhythm Junks op.
In 2010 kwam de groep weer opnieuw samen, hieruit volgde reünieconcert in de Ancienne Belgique (AB) in oktober 2011.

## Discografie[4]

### Albums
- Blue Coffee (1996)
- Rewinder (1998)
- Hooked (1999)
- Wisteria (2000)
- Waterbottle (2001)

### Singles
- Copydog (1996)
- Hikin' Blues (1996)
- Hangin' Over (1998)
- Shake'm (1998)
- Sony Boy's advice (2000)
- Strange Situation (2000)